# Christian Thornam
Johan Christian Thornam (født 28. januar 1822 i København, død 6. februar 1908 på Frederiksberg) var en dansk kobberstikker og naturhistorisk tegner, yngre broder til professor August Wilhelm Thornam og fader til Marie Thornam.
Efter sit 14. år begyndte han at tegne naturhistoriske genstande, fra 1836 for den senere professor i botanik A.S. Ørsted. Han besøgte Kunstakademiet fra 1832, kom november 1835 i 1. frihåndsklasse og december 1839 i 2. klasse, som han besøgte til udgangen af 1842. Samme år blev Thornam malersvend efter to års læretid hos Caspar Peter Kongslev. Han lærte blomstermaleriet hos Flora Danica-tegneren Johan Bayer. 
20. februar 1843 vandt han den Neuhausenske Præmie for en pennetegning med akvarel, som blev udstillet på Charlottenborg Forårsudstilling. Han deltog som tegner i Galatheas jordomsejling 1845-47. Han arbejdede fra 1850 som tegner og kobberstikker for Flora Danica og for så godt som alle botaniske og zoologiske videnskabsmænd og videnskabelige tidsskrifter her i landet. Har udgivet nogle Skitser fra Galatheas jordomsejling (1852) og Afbildninger til Brug ved Undervisningen i Zoologi (5 Hæfter, 1867).
Gift 5. maj 1852 med Augusta Georgia Fritz, datter af justitsråd, godsforvalter G. Fritz.

### Fodnoter
1. ↑  Både 2. og 3. udgave af Weilbachs Kunstnerleksikon angiver 20. februar 1843, mens 4. udgave af leksikonet oplyser 1840. Sidstnævnte må være en slåfejl, for Thornam udstillede den prisbelønnede akvarel på Charlottenborg Forårsudstilling 1843, og det var den eneste gang, han deltog i udstillingen.